# Ravenscraig Castle
Ravenscraig Castle is een vijftiende-eeuws kasteel gebouwd door Jacobus II van Schotland en gelegen ten oosten van Kirkcaldy in de Schotse regio Fife, uitkijkende over de Firth of Forth.

## Geschiedenis
Ravenscraig Castle werd gebouwd tussen maart 1460 en 1464 door Jacobus II van Schotland. Het moest een kasteel worden dat de laatste snufjes op artilleriegebied kon weerstaan.
De westelijke toren is vermoedelijk de residentie van koningin Maria van Gelre geweest na de dood van Jacobus II van Schotland door een exploderend kanon bij de belegering van Roxburgh Castle.
In 1470 gaf Jacobus III van Schotland het kasteel aan Lord William Sinclair, graaf van Roslin, in ruil voor Kirkwall Castle gelegen in Kirkwall (Orkney). De Sinclairs behielden Ravenscraig Castle tot 1650 toen het werd beschadigd door de kanonnen van het leger van Oliver Cromwell. Via huwelijk kwam het kasteel terecht in handen van de Sinclair-Erskines die het tot 1898 in hun bezit hadden.

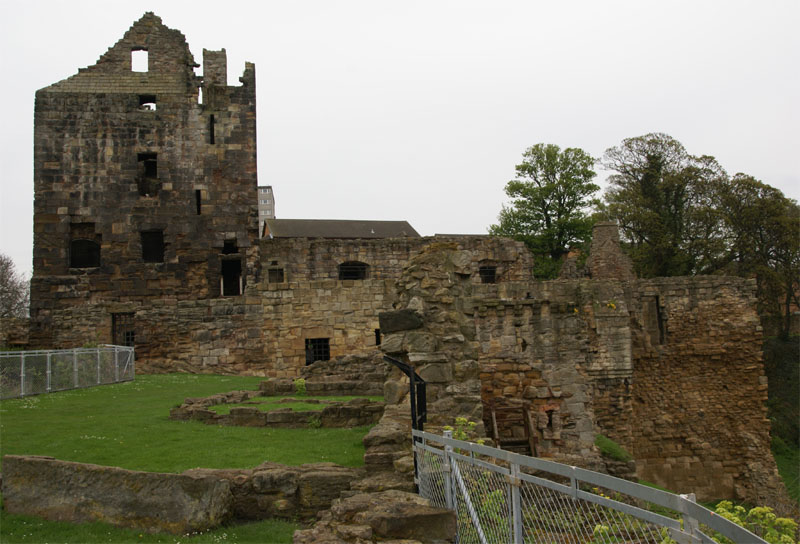
Ravenscraig Castle vanuit het zuiden

## Bouw
Ravenscraig Castle bestaat uit twee D-vormige torens met een kanonplatform ertussen. De oostelijke toren is 13,1 meter in diameter, de westelijke toren is 11,5 meter in diameter. Het kasteel is voorzien van dikke muren en relatief smalle kamers in de torens. Het kasteel heeft een groot aantal schietgaten.
Aan de landzijde, de noordkant, bevond zich een greppel die in de rotsen was uitgehakt. De andere zijden van het kasteel werden beschermd door de steile kust.
Aan het strand bij het kasteel staat een duiventil.

## Beheer
Ravenscraig Castle wordt sinds 1955 beheerd door Historic Environment Scotland. Alleen de binnenplaats kan bezocht worden via een houten loopbrug. De torens zijn niet toegankelijk voor het publiek.